# Amazon Freevee
Amazon Freevee o semplicemente Freevee, è un servizio di video on demand offerto da Amazon.
Il servizio è disponibile negli Stati Uniti, Regno Unito e Germania, ed è accessibile su iOS, Android, Tablet, Smart TV e Console. 
Freevee è stato lanciato come servizio di streaming e video on demand gratuito supportato da pubblicità, dapprima dal database online IMDb (di proprietà di Amazon) nel gennaio 2019, con il nome di IMDb Freedive, per poi essere rinominato IMDb TV cinque mesi dopo; successivamente il 28 aprile 2022 è stato rinominato con il nome Freevee.
Nel 2023 la serie Jury Duty, distribuita da Amazon Freevee, è stata candidata ai Premi Emmy 2023 come miglior serie commedia.